# Petrell del Cap
El petrell del Cap (Daption capense) és un ocell marí de la família dels procel·làrids (Procellariidae) que cria al continent Antàrtic i les illes adjacents, i altres illes de l'hemisferi sud. D'hàbits pelàgics, es dispersa pels oceans meridionals, fins al Tròpic de Capricorn. És l'única espècie del gènere Daption.
Viu principalment sobre aigües fredes més enllà de la plataforma continental, però es pot trobar a les aigües costaneres durant la reproducció.Té una dieta de krill, però també menja de peixos, calamars, vísceres, carronya i deixalles dels vaixells. S'ha observat associat amb balenes i altres ocells marins i es congrega en grans estols al voltant dels vaixells d'arrossegament. Cria des de novembre en colònies de mides variables en penya-segats o pendents rocosos escarpats. Nia a les escletxes poc profundes, a la raspalla de les cornises rocoses, als llits estables de grava o entre roques.
Té una àmplia distribució i no es coneix cap amenaça. Es classifica com a risc mínim a la Llista Vermella de la UICN.